# Give Me a Reason to Be Gone
«Give Me a Reason to Be Gone» es una canción de la cantante estadounidense Maureen McGovern. Fue publicada en julio de 1974 como el segundo y último sencillo de su álbum de estudio Nice to Be Around.

## Antecedentes
McGovern tuvo su primer éxito comercial con su sencillo debut «The Morning After», tema musical de la película de 1972, The Poseidon Adventure. Entre sus canciones posteriores a «The Morning After» se encontraba «Give Me a Reason to Be Gone» de 1974. Compuesta por Marie Cain, la canción se grabó en Agency Recording, un estudio ubicado en Cleveland, Ohio. El lado B del sencillo, «Love Knots», fue escrito por McGovern y Ron Barron.

## Lanzamiento
20th Century Records lanzó Nice to Be Around en mayo de 1974, con «Give Me a Reason to Be Gone» como el segunda tema del álbum, intercalada entre la canción que da nombre al álbum y «Where Did We Go Wrong». Dos meses después, 20th Century lanzó «Give Me a Reason to Be Gone» como el segundo y último sencillo del álbum, con el número de catálogo TC-2109 y la pista «Love Knots» como lado B. La canción resultó ser más exitosa que su sencillo anterior, «Nice to Be Around», convirtiéndose en un éxito comercial en las listas Easy Listening, y en un éxito moderado en las listas de todos los géneros.

## Recepción de la crítica
Un escritor no especificado de la revista Cash Box declaró: “Maureen vuelve a ganar puntos con esta brillante salida pop que debería reintegrarla tanto en las estaciones pop como en MOR. Un fuerte arreglo de cuerdas agrega ese toque extra detrás de la magia vocal de la dama que lo convierte en uno de los más brillantes del género este año. No hay ninguna razón por la que este no sea su próximo éxito”. Un escritor no especificado de Record World calificó el sencillo como “un esfuerzo de MOR con letras tristes y un sonido feliz”.

## Lista de canciones
7-inch single – 20th Century TC-2109
1. «Give Me a Reason to Be Gone» – 2:45
2. «Love Knots» – 3:30

## Créditos y personal
Créditos adaptados desde las notas de álbum de Nice to Be Around.
Músicos
- Maureen McGovern – voces
- Bob Fraser – guitarra
- Bill Severance – batería
- Gil Leib – piano
- Dave Taddie – clavecín
- Gene Page – arreglos
- Bob Hill – conductor

Personal técnico
- Carl Maduri – productor
- Arnie Rosenberg – ingeniero de audio
- John Nebe – ingeniero asistente

## Posicionamiento
| Gráfica (1974)                            | Pico de posición |
| ----------------------------------------- | ---------------- |
| Canadá (RPM Top Singles)                  | 50               |
| Canadá (RPM Pop Music Playlist)           | 16               |
| Estados Unidos (Billboard Hot 100)        | 71               |
| Estados Unidos (Billboard Easy Listening) | 12               |